# 1937 у хокеї з шайбою
Нижче наведені хокейні події 1937 року у всьому світі.

## Головні події
На чемпіонаті світу в Лондоні золоті нагороди здобула збірна Канади («Кімберлі Дінамайтерз»).
У фіналі кубка Стенлі «Детройт Ред-Вінгс» переміг «Нью-Йорк Рейнджерс».

## Національні чемпіони
- Австрія: «Вінер ЕВ» (Відень)
- Італія: «Мілан»
- Німеччина: «СК Берлін»
- Норвегія: «Гран» (Осло)
- Польща: «Краковія»
- Румунія: «Телефон Клуб» (Бухарест)
- Угорщина: БКЕ (Будапешт)
- Фінляндія: «Ільвес» (Тампере)
- Франція: «Франсе Волан» (Париж)
- Чехословаччина: ЛТЦ (Прага)
- Швейцарія: «Давос»
- Швеція: «Гаммарбю» (Стокгольм)
- Югославія: «Олімпія» (Любляна)

## Переможці міжнародних турнірів
- Кубок Шпенглера: ЛТЦ (Прага, Чехословаччина)
- Кубок Татр: «Татри» (Попрад, Чехословаччина)

## Народились
- 2 січня — Андерс Андерссон, шведський хокеїст. Чемпіон світу.
- 11 лютого — Валентин Чистов, гравець київського «Динамо».
- 3 квітня — Євген Грошев, радянський хокеїст.
- 18 квітня — Веніамін Александров, радянський хокеїст. Олімпійський чемпіон та член зали слави ІІХФ.